# Lokomotiva E 225.0
Lokomotiva E 225.001 (původně označena jako WIEN No. 1) je dvounápravová elektrická lokomotiva se středovou kabinou, postavená roku 1906 pro zkušební provoz při druhém pokusu o elektrizaci trakce Vídeňské městské dráhy. V letech 1918 až 1962 ji provozovaly Československé státní dráhy (ČSD).

## Historie

### Konstrukce
Stroj vznikl na základě výběrového řízení společnosti provozující městskou železniční dráhu ve Vídni. Elektrickou část navrhl František Křižík a byla zhotovena v Křižíkových závodech v Karlíně, mechanickou část vyrobila továrna na lokomotivy Rakouské společnosti státní dráhy (Lokomotivfabrik der StEG) ve Vídni. Dokončena byla roku 1906 pod označením WIEN 1. Postavena byla pro napájecí soustavu s dvojitým trolejovým vedením, stejnosměrným proudem o napětí 2×1,5 kV vůči zemi a 3 kV mezi troleji se dvěma pantografy odsazenými diagonálně od sebe. Třetím vodičem byly kolejnice. Každý z dvou motorů lokomotivy měl dvě kotvy.

### Provoz
Po vzniku Československa roce 1918 byla lokomotiva vrácena do Prahy. V roce 1927 byla pak přestavěna plzeňskými Škodovými závody pro pražský železniční uzel elektrizovaný stejnosměrnou soustavou 1,5 kV. Dle Kryšpínova systému byla ve službě ČSD označena jako E 225.001 a následně používána jako posunovací lokomotiva na pražském hlavním nádraží. Po zvýšení napětí v pražském uzlu na 3 kV roku 1962 byla lokomotiva umístěna v depu nádraží Praha střed (Praha-Masarykovo nádraží), kde sloužila k posunu; byla zde poháněna elektrickým agregátem o napětí 60 voltů. 
Později zde byla, jakožto historický stroj, vystavena, v dalších letech pak přešla do majetku Národního technického muzea v Praze. Do roku 2021 byla vystavena v depozitáři NTK v Chomutově, poté byla přemístěna do Bechyně.

## Galerie

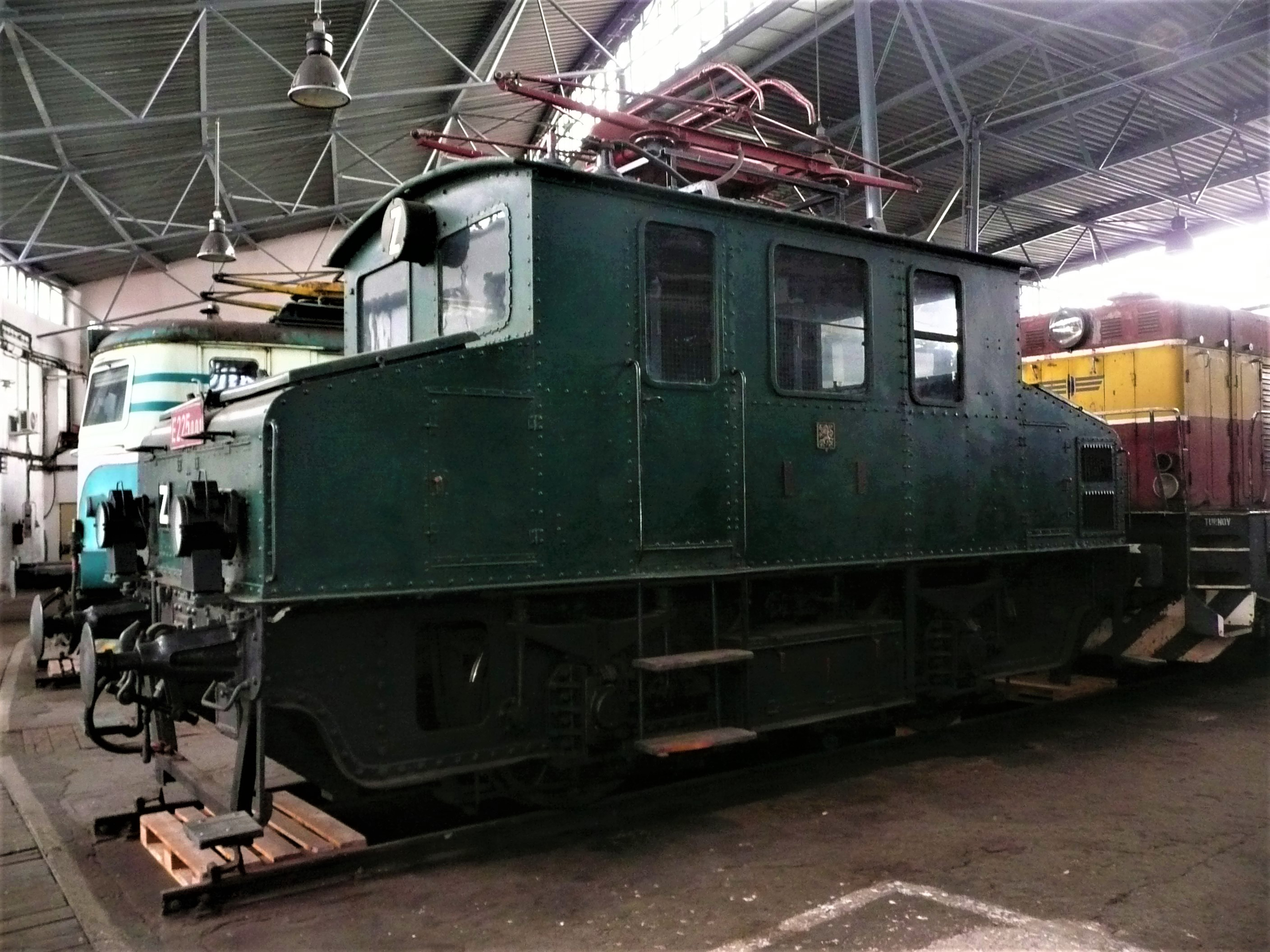
E 225.001, depot NTM Chomutov
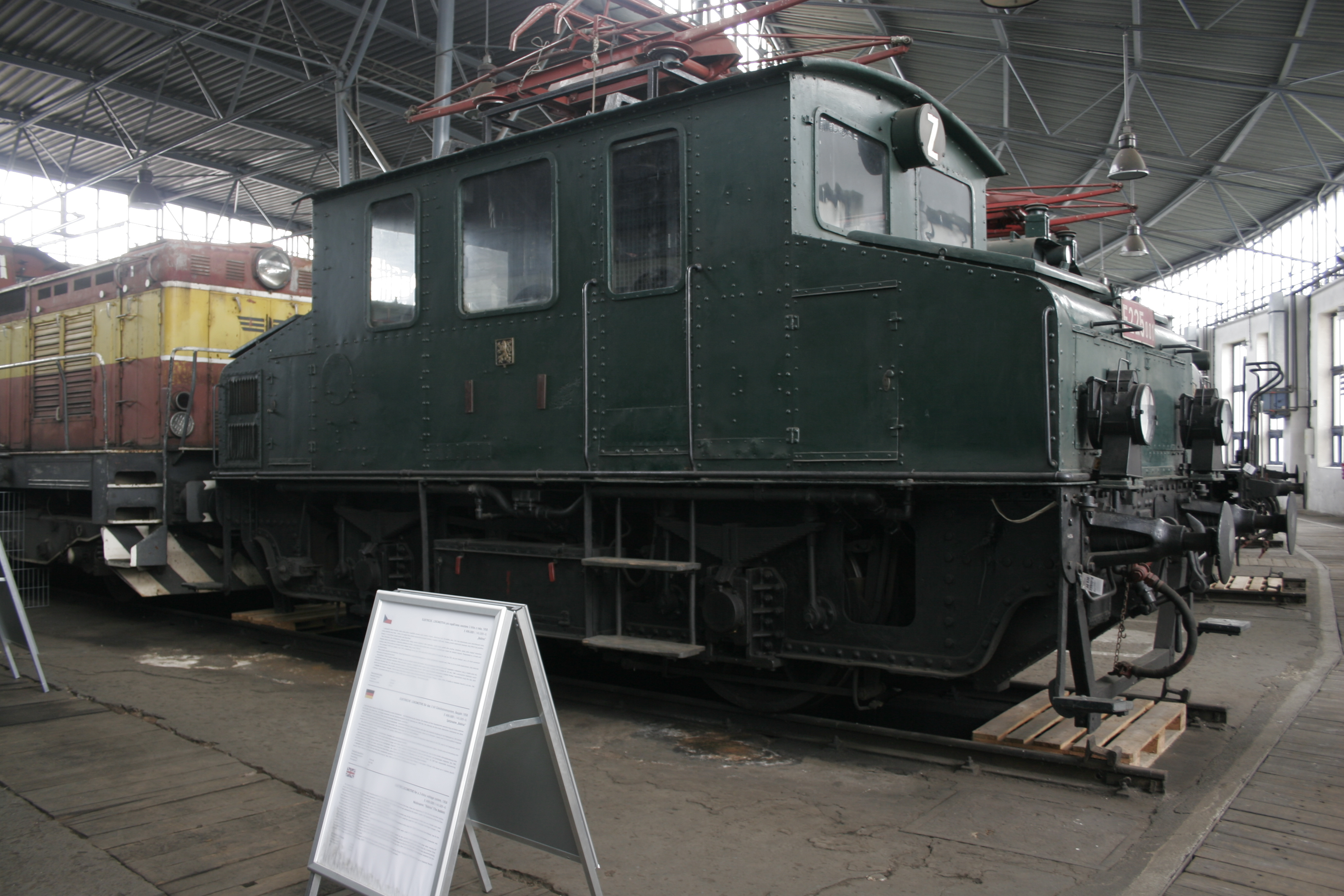
V depozitáři Národního technického muzea v Chomutově, 2018